# Аркинто, Джузеппе
Джузеппе Аркинто (итал. Federico Caccia; 7 мая 1651, Милан, Миланское герцогство — 9 апреля 1712, там же) — итальянский куриальный кардинал, папский дипломат и доктор обоих прав. Титулярный архиепископ Фессалоник с 18 марта 1686 по 18 мая 1699. Апостольский нунций в Тоскане с 9 апреля 1686 по 15 декабря 1689. Апостольский нунций в Венеции с 26 ноября 1689 по 13 января 1696. Апостольский нунций в Испании с 24 декабря 1695 по 18 августа 1700. Архиепископ Милана с 18 мая 1699 по 9 апреля 1712. Кардинал-священник с 14 ноября 1699, с титулом церкви Санта-Приска с 14 марта 1701 по 9 апреля 1712.